# Arnold Schwellensattl
Arnold Schwellensattl (* 13. Januar 1975 in Meran) ist ein ehemaliger italienischer Fußballspieler aus Südtirol.

## Leben
Im Alter von 14 Jahren wechselte er zu Atalanta Bergamo. Er spielte drei Jahren in Bergamo, wurde dabei U-15-Italienmeister und wurde auch, an der Seite von Alessandro Del Piero, in die italienischen Junioren-Nationalmannschaften einberufen, da er als eines der größten Stürmertalente seines Jahrgangs in Italien galt. Dann wechselte er für ein Jahr zum 1. FC Köln, wo er an der Seite von Carsten Jancker 46 Saisontore erzielte. Zurück in Bergamo wurde er an den viertklassigen FC Bozen verliehen, kam dann nach Wattens in die 2. österreichische Liga und mit 21 Jahren war er Leistungsträger beim VfB Mödling in der 1. österreichischen Liga. Dabei erzielte er unter anderem kurz vor Schluss den Siegtreffer gegen den SV Austria Salzburg.
Einen Karriereknick erlebte er, als er zum TSV 1860 München wechselte. Im Sommer vor dem Wechsel erlitt er eine Virusinfektion nach einem chirurgischen Eingriff im Knie und nahm 13 Kilogramm an Gewicht ab. Dieser Kräfteverlust stoppte seine Entwicklung und er kam bei den Löwen nur in der Regionalligamannschaft zum Einsatz. Zwei Jahre spielte er dort, ehe er in die erste chinesische Liga in die Millionenstadt Chongqing wechselte. Dort spielte er, ehe ihn eine erneut schwere Verletzung zurückwarf. Ein vier Zentimeter langer Leberriss wurde gerade noch rechtzeitig erkannt. Zurück in Europa spielte er beim FC Südtirol in der 4. italienischen Liga, bei Start Kristiansand in der 1. norwegischen Liga und beim LASK Linz in der 2. österreichischen Liga. Als Profi erzielte er 96 Pflichtspieltore, ehe er im Sommer 2006 beschloss, vor allem aus Heimweh wieder nach Meran zurückzukehren. Mittlerweile absolvierte er einige Trainerprüfungen mit Auszeichnung und sieht seine Zukunft als Trainer, speziell im Jugendbereich.
Am 11. März 2021 wurde Schwellensattl, als er mit dem Fahrrad unterwegs war, von einem LKW erfasst und schwer verletzt. Zum Zeitpunkt seines Unfalls war Schwellensattl, der über die UEFA-A-Lizenz verfügt, Fußballtrainer am Oberschulzentrum (OSZ) Mals. Bereits davor war er Koordinator an der Fußballschule des FC Südtirol bzw. Trainer am VSS-Fußball-Förderzentrum in Latsch.

## Erfolge
- 1× Meister Bezirksliga Ost OÖ: 2006